# Svátek oběti

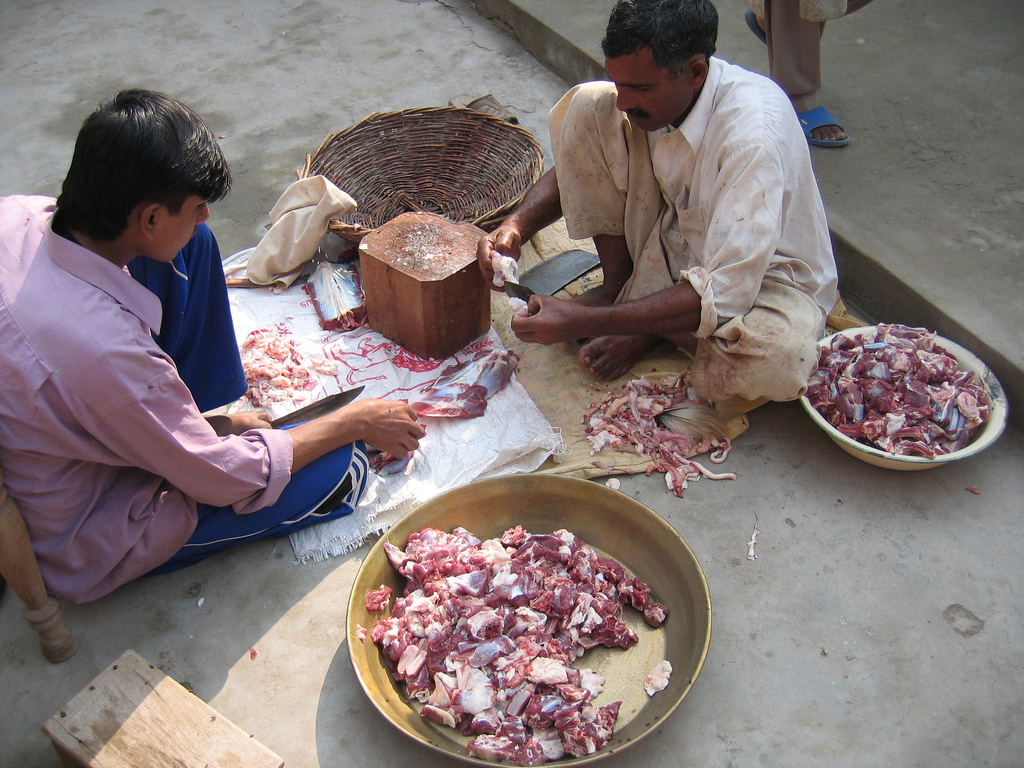
Rozdávání masa obětovaného zvířete chudým v Pákistánu

Svátek oběti, Svátek obětování či Velký svátek (arabsky عيد الأضحى‎, Íd al-adhá, turecky Kurban Bayramı, persky عید قربان‎, Eid-e Gorbán) je náboženský svátek, který slaví muslimové a drúzové. Probíhá formou oběti coby připomínky na Ibrahímovu oběť berana Bohu. Při svátku se lidé modlí k Bohu a obětují různá zvířata, nejčastěji ovce nebo kozy.
Íd al-adhá je jedním ze dvou oficiálních svátků islámu (druhým je svátek přerušení půstu, Íd al-fitr). Slaví se 10. dne měsíce dhú'l-hidždža islámského kalendáře. Tento den je obětním dnem i v Mekce, kde 10. dne vrcholí hadždž.

## Data slavení
Vzhledem k tomu, že islámský kalendář je lunární, kdežto gregoriánský solární, připadá datum 10. dhú'l-hidždža vždy na jiné dny gregoriánského kalendáře. Následující seznam ukazuje, na jaké dny svátek připadá:
- 1995 – 9. května (rok 1415 v islámském kalendáři)
- 1996 – 28. dubna (1416)
- 1997 – 17. dubna (1417)
- 1998 – 6. dubna (1418)
- 1999 – 27. března (1419)
- 2000 – 16. března (1420)
- 2001 – 5. března (1421)
- 2002 – 22. února (1422)
- 2003 – 11. února (1423)
- 2004 – 1. února (1424)
- 2005 – 21. ledna (1425)
- 2006 – 10. ledna (1426)
- 2006 – 31. prosince (1427)
- 2007 – 20. prosince (1428)
- 2008 – 8. prosince (1429)
- 2009 – 27. listopadu (1430)
- 2010 – 16. listopadu (1431)
- 2011 – 6. listopadu (1432)
- 2012 – 26. října (1433)
- 2013 – 15. října (1434)
- 2014 – 4. října (1435)
- 2015 – 23. září (1436)
- 2016 – 11. září (1437)
- 2017 – 1. září (1438)
- 2018 – 21. srpna (1439)
- 2019 – 11. srpna (1440)
- 2020 – 31. července (1441)
- 2021 – 20. července (1442)
- 2022 – 9. července (1443)
- 2023 – 28. června (1444)
- 2024 – 17. června (1445)